# Амами-окинавски језици
Амами-окинавски језици група од 8 рјукјуанских језика јапанска породица, који се говоре на острвима Окинава у Јапану. Грана се на двије подгрупе:
а. северни Амами-Окинавски (4):
а1. Јужни амами-ошима [ams], острва: Окинава, Амами Ошима, Какерома, Јоро, Уке
а2. Кикаи [kzg], острва: Окинава, Кикаи
а3. северни амами-ошима [ryn], острва: Окинава, Амами Ошима
а4. Токуношима [tkn], острва: Окинава, Токуношима
б. јужни Амами-Окинавски (4):
б1. Окиноерабу [okn], острва: Окинава; Окиноерабу
б2. Окинавски [ryu], острва: Окинава, Керама, Куме, Тонаки, Агуни
б3. Кунигами [xug], острва: Окинава, Ихеја, Изена, Ие, Сесоко
б4. Јорон [yox], острва: Окинава, Јорон